# نیکیفوروفسکایا (شهرستان شنکورسکی، استان آرخانگلسک)
نیکیفوروفسکایا (به لاتین: Nikiforovskaya) یک منطقهٔ مسکونی در روسیه است که در بخش شنکورسکی واقع شده‌است.